# Abu al-Misk Kafur
Pour l’article homonyme, voir Kafur.
Abû al-Misk Kâfûr ou Kâfûr (905–968) est un eunuque originaire de Nubie au service des souverains ikhchidides, devenu lui-même gouverneur d'Égypte en 966.

## Biographie
Muhammad ben Tughj achète Abû al-Misk Kâfûr en 923. Voyant les talents et l'intelligence de son esclave, Muhammad ben Tughj le libère et en fait le tuteur de ses enfants. Il est alors considéré comme un officier de l'armée et mène des campagnes en Syrie et dans le Hedjaz. 
À la mort de Muhammad ben Tughj, il devient le souverain réel de l'Égypte, les enfants de Muhammad ben Tughj étant trop jeunes pour exercer le pouvoir. En 966, il décide d'assumer seul le pouvoir, obtient même la reconnaissance officielle en tant qu'émir d'Égypte par les califes de Bagdad en 966, de sorte qu'il est compté comme dirigeant des Ichschidids, bien qu'il n'y ait eu aucun lien familial avec eux. Son nom est cité dans les mosquées lors des sermons du vendredi (khutba). 
La mort de Kâfûr en 968, laisse le pouvoir à Abû al-Fawâris Ahmad, un petit-fils de Muhammad ben Tughj qui sera incapable de résister à l'invasion de l'Égypte par les Fatimides sonnant ainsi à la fois la fin des Ikhchidides et du contrôle des Abbassides sur l'Égypte. 
Le luxe de la cour de Kâfûr est devenu légendaire et peu en rapport avec les conditions de vie en Égypte à l'époque. Le pays a subi des épidémies de peste, des famines et de forts tremblements de terre au cours de son règne. Kâfûr était un véritable lettré. Il a été le protecteur du grand poète arabe Al-Mutanabbi dont il a été un temps l’ami. Al-Mutanabbi fait l’éloge de Kâfûr dans de nombreux dithyrambes mais le raille aussi dans des satires. À cause de ces poésies satiriques, Al-Mutanabbi est forcé dès 961 de quitter le pays. Il part pour Chiraz en Iran, où il travaille pour le prince bouyide `Adhud ad-Dawla.